# Rius de Danha
Rius en Val (en francès Rieux-en-Val) és un municipi francès situat al departament de l'Aude i a la regió d'Occitània.